# Lekanesphaera monodi
Lekanesphaera monodi es una especie de crustáceo isópodo intermareal de la familia Sphaeromatidae.

## Distribución geográfica
Se distribuye por el Atlántico nororiental, desde las costas británicas hasta las del sur de la península ibérica, y el mar Mediterráneo.